# Dooabia lunifera
Dooabia lunifera är en fjärilsart som beskrevs av Moore 1888. Dooabia lunifera ingår i släktet Dooabia och familjen mätare. Inga underarter finns listade i Catalogue of Life.